# Ullared
Ullared is een plaats in de gemeente Falkenberg in het landschap Halland en de provincie Hallands län. De plaats heeft 820 inwoners (2005) en een oppervlakte van 130 hectare.
Ullared is voornamelijk bekend vanwege de aanwezigheid van de Gekås, de grootste winkel van Scandinavië.

## Verkeer en vervoer
Bij de plaats lopen de Länsväg 153 en Länsväg 154.